# ロケット団 (アニメポケットモンスター)
ロケット団（ロケットだん、Team Rocket、R団）は、アニメ『ポケットモンスターシリーズ』に登場する架空の犯罪組織。第1シリーズから第7シリーズまでのテレビシリーズ全般、およびそれらに準拠した派生作品に登場する。

## 凡例
記載されている略号
- 1.『ポケットモンスター（無印）』 - 《PM》（無印、平成無印、1997年版、第1シリーズ、平成版）[1]：カントー地方編 - 《KT》、オレンジ諸島編 - 《OS》、ジョウト地方編 - 《JT》
- 2.『ポケットモンスター アドバンスジェネレーション』 - 《AG》：ホウエン地方編 - 《HT》、バトルフロンティア編 - 《BF》
- 3.『ポケットモンスター ダイヤモンド&パール』 - 《DP》
- 4.『ポケットモンスター ベストウイッシュ』 - 《BW》
  - シーズン1『ポケットモンスター ベストウイッシュ』 - 《BW》
  - シーズン2『ポケットモンスター ベストウイッシュ シーズン2』 - 《BW2》：エピソードN - 《BW2N》、デコロラアドベンチャー - 《DA》
- 5.『ポケットモンスター XY』 - 《XY》
  - シーズン1『ポケットモンスター XY』 - 《XY》
  - シーズン2『ポケットモンスター XY&Z』 - 《XY&Z》
- 6.『ポケットモンスター サン&ムーン』 - 《SM》
- 7.『ポケットモンスター（新無印）』 - 《PM2》（新無印、令和無印第1作、2019年版、第7シリーズ）
  - シーズン1『ポケットモンスター』 - 《PM2》
  - シーズン2『ポケットモンスター めざせポケモンマスター』 - 《MPM》
- 8.『ポケットモンスター（リコとロイ編）』 - 《LR》（リコとロイ編、令和無印第2作、2023年版、第8シリーズ）
  - シーズン1『ポケットモンスター リコとロイの旅立ち』 - 《LR1》
  - シーズン2『ポケットモンスター テラパゴスのかがやき』 - 《LR2》
  - シーズン3『ポケットモンスター テラスタルデビュー』 - 《LR3》
- 『ポケットモンスター サイドストーリー』 - 《SS》
- 『ポケットモンスター（劇場版）』 - 《MV》
- 『ポケットモンスター（OVA）』 - 《OA》（機内上映向け作品を含む場合がある）

## 概要
基本的な設定はゲームに準じたものとなっているが、組織の実像がより詳細かつ巨大な規模で描かれており、犯罪組織であることを隠して表の世界の幅広い分野に進出している。現在のボスはサカキ。創始者はサカキの母親とされる。
サカキ曰く「いつの世もポケモンのブームの最前線に立ち、暗躍していたのは我々密猟密売組織ロケット団」。目的は「珍しいポケモンや強いポケモンを集めて最強のポケモン軍団を作り、世界征服をする」とされており、各地でポケモンの強奪・洗脳・強化を行っている。ただし世界征服のための破壊活動は行うが、世界そのものを破壊するつもりはない。そのため、イッシュ地方での「オペレーション・テンペスト」でサカキが暴走してイッシュ地方をそのものを破壊しようとした時にはムサシ・コジロウ・ニャースがサカキを制止している。
ポケモンが関係する産業であればどこでも裏で一枚噛んでいるらしく、絶大な資金力があり、大規模な活動拠点が各地に存在している。新技術の開発にも積極的で、多くの優秀な科学者たちを擁している。また、新人ロケット団員を育成する施設として「ロケット団特別訓練所」があり、教官（バイパー）が存在する。その実体はマフィアそのものであり、団員が逮捕されても組織からの保釈金を受けすぐに保釈されている。
ボスであるサカキに対する団員の忠誠心は一部の者を除いて極めて高い。また、犯罪組織でありながら団員の福利厚生に関しては充実しており、ロケット団所有の保養所も存在している。さらに団員の給料の前借りも認められており、組織を脱退しラーメン屋になった者もいる。「ボスを囲む会」や「お花屋敷のティーパーティー」等が催されるなど組織内交流も盛んである。
主な活動拠点はカントー地方とジョウト地方であり、ホウエン地方、シンオウ地方、カロス地方、アローラ地方では積極的に活動していない模様。イッシュ地方でもあまり勢力は広めていないものの、ゼーゲル博士を初めとする一部の団員はイッシュ地方に滞在し、秘密裏に活動を行っている。
ロケット団員の任務は直属の上司に設定され、ロケット団が経営する様々な施設（働いている者もロケット団員）で秘密裏に受理される。作中ではヤマトとコサブロウが、ロケット団所属のファーストフード店で食材の中に仕込まれた指令ディスクを受け取っている。BWでもムサシ、コジロウ、ニャースが、喫茶店で秘密のメニューを注文して指令を受け取っている。また、団員には団員証が支給されており、組織のホストコンピュータにアクセスするのに使用される。
ロケット団員の制服は原作のゲーム版と同じだが、一部の団員はそれとは異なる制服を着用しており、階級や立場などがそれで区別されている模様。特別編『ライコウ雷の伝説』で登場したバショウ、ブソン、タツミ、バイパー教官など、幹部クラスは基本的にグレーと紺の制服を身にまとっている。また、BWからはロゴが変更された（制服や一部の物などにおいては変更後も旧ロゴのままである）。BWではムサシ・コジロウ・サカキの衣装が変更されていたが、ムサシ、コジロウに関してはBW23話より元の白い制服に戻った。
2012年7月から2012年12月よりロケット団初のラジオ番組『Pokémon Radio Show! ロケット団ひみつ帝国』が、InterFMとアニメイトTV、あにてれ、キッズステーションのWEBラジオにて放送されていた。
2017年11月に行われた佐賀インターナショナルバルーンフェスタで、佐賀県とのコラボレーションを行い、ニャースの気球を飛ばした。山口祥義佐賀県知事も「サガキ」として会見を行った。

## 団員

### ムサシ・コジロウ・ニャース
ムサシ
声 - 林原めぐみ、平松晶子（代役）
ロケット団の女性団員。
コジロウ
声 - 三木眞一郎
ロケット団の男性団員。
ニャース
声 - 犬山イヌコ
ロケット団に所属するポケモン。
この3人衆が代表として登場し、他人のポケモンを強奪しようとしたり、主人公たちの妨害を行ったりする。
サトシのピカチュウがレベル以上の技を使う珍しいポケモンだと認識して、多種多様なメカを使って執拗に彼のピカチュウを強引に捕獲しようとする。そのメカの費用を捻出するため生活を切り詰めており、毎日野宿し、空腹をポケモンフーズでしのぐなど悲惨な生活を続けていた。しかし後にアルバイトで生活費を稼ぎ、一定の生活をキープするようになる。BW以降はそれらの描写はなくなっており、XYでは支給品と思われるメカを使用している。基本的にはほとんどのメカに電撃対策（ピカチュウをゲットするために）をしているが、計算ミスや費用の都合で失敗するケースも多い。
移動は主にニャースの顔の形をした気球を使用するが、その気球が壊れた際には代わりにソーナンス型など別の気球を使用する。BW第2話では「R」の印が描かれた気球を使用している。BW26話以降は小型のジェット機のようなものを背負って移動している。BW2Nでは、再び移動手段にニャース気球を使っているが、ゴンドラが新規のものになっており、従来の抹茶色から紫色になりジェット機がついているほか、気球部分にあった右手と尻尾がなくなっている。XYでもデザインが改められ、気球部分に以前とは異なる形の両手と尻尾が付加され、継ぎ接ぎのような模様が見られる。また、ゴンドラの両側にはプロペラがついている。オレンジ諸島編などでは海や水中の移動にコイキング型の人力潜水艇を使っていた。DAでは青筋のバスラオ型のものを使用している。XYではコイキング型に戻ったが、ニャース型気球同様、細部が変更されている。
SM編においては、サトシが従来のジム戦を目指して旅をするスタイルからスクールライフで学校に通うというスタイルに変更された為、サトシやピカチュウを追いかける必要性が無くなった。キテルグマの住処である木の穴の中での大量の木の実や食糧が豊富であるためにアローラ地方上陸当初は本来の任務を忘れ、怠惰な日々を過ごしていたが、サカキから本部にアローラ地方での活動内容の報告書が送られて来ていないという事を指摘されて活動を再開し、現在ではアローラ地方での活動拠点として上記のキテルグマの住処の木の穴を拡張し、秘密基地としてそこで生活している。人力潜水艇はハギギシリ型を使用したが、ダダリンに壊された上に住処として強奪されてしまった。また悪事を働く時以外は資金活動のためキテルグマを模した車と衣装を用いてハニーミツドーナツの移動販売を行うようになった。アローラリーグの表彰式の際にはポケモン大量ゲットのため、巨大なメカを作るが突如現れたアクジキングに戦いを仕掛けるも全く通じず、そこへ駆けつけたキテルグマにいつも通りに連行されるのを恐れたロケット団は隙を見て逃げ出そうとするが、ヌイコグマを守りつつアクジキングに苦戦するキテルグマの姿を見て見捨てることができずに助けている。
元々この3人はヤマトやコサブロウのように優秀なエリート候補団員出身であり、物語初期では他の団員を指揮したりボスであるサカキから直接に命令が下されたりするような立場にあった。しかしサトシたちに出会って以降失敗の連続であったため、いつの間にかサカキに存在を忘れられるほどの下っ端になってしまう。また、金銀編で本人たちの知らない間にロケット団を強制的に辞めさせられていたこともあったが、そのことを知った直後に再入団を果たしている。
サトシたちに負けて吹き飛ばされる際の「やな感じ〜!」という台詞に関しては、担当声優のムサシ役の林原・コジロウ役の三木・ニャース役の犬山によるアドリブである。また1話のうちに何度も吹っ飛ばされて何度も登場する場合、1回目は「うっそだ〜!」や「いきなりやな感じ〜!」と言うことが多く、宇宙空間まで吹っ飛んだこともあった。劇場版や一部のエピソードではこの3人の「いい感じ〜!」という台詞で締め括られることがある。無印第33話では、マタドガスが放った毒ガスがポニータの炎に引火して不運の事故により吹っ飛んだため、「何で何で何でぇ～!!(ムサシ)」、「どしてどしてどしてぇ～!!(バンザイしてるコジロウ)」、「猫にこばニャーのにぃ〜!!(目回しになってるニャース)」と吐き捨てて撃退されたほか、ソーナンスの場合はサトシたちにやられて吹き飛ばされる際に「やな感じ〜!」と同時に「ソォーナンス!」という台詞が出てくる場面も見られる。また、SM編では吹っ飛ばされず、キテルグマに連れ去られて「何この感じ〜!?」と言うのが定番となった。
サトシたちやゲストキャラクターにやられてばかりだが、ムサシとコジロウのバトルの実力やポケモンたちの実力は低いわけではなく、回数は少ないもののゲストキャラクターを打ち負かすことやサトシたちと互角に戦うこともある。BW以降は新しい地方に着いたばかりのサトシやサトシと出会ったばかりの仲間達を一方的に追い詰めた回もある。自分たちが悪であることを認めているが、悪としてのプライドを持っており、ロケット団以外の悪の存在を許さない面もあり（ニャース曰く、「ニャーたちは正義の悪であって、悪の悪じゃないのニャ。」）、信念を曲げないという意味ではサトシと似通った点がある。サトシと同様に他の悪の秘密結社（マグマ団・アクア団・ギンガ団・プラズマ団・フレア団）のボスが部下を見限り、自分勝手な事で世界を破壊することに対してはサトシ同様に怒りを露にする。SM編でも、ザオボーがニャースに目をつけ、彼の部下となるが、ウルトラビーストに対するリーリエの過去の記憶を消そうとリーリエを連れてくる事を命令され、その際にスリーパーのさいみんじゅつで過去の記憶を消すことができると話された際には記憶を消すことに関して怒りを露にし、途中で帰ってしまう事もあるなど、当初からザオボーに対しても嫌悪感を抱いていた。
そのため、本来は職業柄敵対するはずのハンサムやサトシ達を助けた。サトシ絡みの回は正義と悪ということもあり、悪事の限りを尽くすことが多いものの、サトシたちとあまり絡まない回では悪事を働くことはほとんどない（正確には他の悪と敵対する、もしくは悪事を働くつもりが結果的に逆に感謝されるなど）。
同じロケット団でもヤマトたちにはかなりのライバル心を持っており（特にムサシ）、ヤマトたちの作戦には上層部や多くの団員が絡んでいても妨害し、何度も失敗に追い込んでいる。また、同じくヤマトたちの作戦を止めようとするサトシたちに協力したこともあった。
よく喧嘩はするものの非常に仲間思いであり、オレンジ諸島編ではニャースのためにへそくりや宝を投げ出したこともある。面倒見もいいようで、モンドや、ロケット団を辞めてシンオウのラーメン店で大成功したユウサクといった後輩たちからは慕われている。
強いポケモンや珍しいポケモン、サトシのピカチュウを欲しがってはいるものの、サトシと同様に自分たちのポケモンに対してはかなりの愛情を持っており、バトルなどに負けてもそのポケモンを切り捨てたり、辛く当たるといったことはしない。ムサシが交換しそうになる場面（バケッチャ）や強制的に交換された（ベロリンガとソーナンスを除く）事もあるが基本的にはサトシ同様、人との交換はしない。コジロウが無印編でサントアンヌ号で金のモンスターボール付きのコイキング売りのオヤジに騙された時は、沈没して漂流状態で食べ物も数日たべていないという空腹状態もありコイキングを食糧にしようとした。しかし、カスミがコイキングは鱗も薄く、骨しか無いため食糧にはならないと言った際に「弱いくせに食べ物にもならんとは」と激怒し、怒りのあまり蹴飛ばして海に捨てた。それが元でコイキングがギャラドスに進化し、手のひらを返して主人だと諭すが、ギャラドスの怒りは収まらず、一緒にその場で漂流の身になっていたサトシ一行諸ともたつまきで飛ばされるという事態になった。またコイキング売りの親父からものすごいいい香りを出すウツドンと交換を持ちかけられた時はコジロウのウツボットを本人が交換を拒否するも強引に交換させたりした。自分たち以外のポケモンでも、サトシのピカチュウがマチスとユウジのライチュウにやられた時は、いつもやられているピカチュウが敗れたことに自分らの立場に複雑に思うも、マチスと再戦のときは応援団に扮して応援したり、いずれもリベンジを果たした時は喜んだりした。また同じくリザフィックバレーで他のリザードンに太刀打ちできず挫折を受けたサトシのリザードンを鼓舞激励して（ニャース曰く泣きながら、「強くなりたい!強くなりたい!世界で一番強くなりたい!」）、苦手な水の中でうとうとして眠くなりそうな際は石を投げて眠るのを阻止して、水の中で一晩中立ち続けさせ、自ら憎まれ役を買って出て、門を破壊させるふりをして自ら制作したメカを目的以外に使用し、かえんほうしゃを浴びさせ、定番のオチを受けたりした。またヒコザルに対しても、シンジから虐待同然の扱いを受けていたヒコザルに同情し（ニャース曰く「悪夢のような日々」）、失敗はしたものの純粋にヒコザルを救済しようとしその後もヒコザルのことは気にかけている。ニャースはヒコザルに対し、「オミャーはいいにゃー。やれピカチュウゲットだ、幹部昇進だと悩む事もなく、腹が減って一日中木のみを探さなくていい」と話し、「過去を捨てて今を、これからを生きて行くのニャ」と話し、シンジとの未練を断ち切り、シンオウリーグではシンジ戦に念願の勝利を収めた時には、商売そっちのけで応援し、涙を流していた。またサトシやヒカリたちに労りを受けられず、落胆してはぐれていたポッチャマの事情を聞いて同情し（作戦とは別で）サトシたちにポケモンへの接し方について厳しく説教をしている。前述のようにリーグではバイトする傍らサトシの試合を応援することが多く、XY編ではサトシがカロスリーグ準決勝でショータを下し、決勝進出を果たした際には3人とも「もしかして優勝するかも」と話すなど敵として認めている。
サトシたちとは出会って以来敵対関係であり、互いにその事を認識し合うなど基本的に犬猿の仲で回によって今までの恨みを晴らそうとしたこともあるが、彼らに協力することも少なからずあり、オレンジ諸島編ではサトシたちと協力してヤマトとコサブロウを撃退している。また、場合によってはサトシたちに助けを求めたことや利害関係の一致から休戦したこともある。『幻のポケモン ルギア爆誕』では「世界滅亡の危機に正義も悪も無い、目指すは泥棒ができる平和な世界」という理由で、救命ボートを改造したホバークラフトにサトシとピカチュウを乗せて氷の島まで運んだり、『結晶塔の帝王 ENTEI』では塔から落下しかけたサトシをカスミやタケシと一緒に助けたり、「（長年の付き合いという理由で）ロケット団も仲間です」と言ったシーンがあるなど敵として愛着を持っている。それに対してサトシたちはほとんど悪事を働いているところしか見ていないため、彼らが恩返しなどで良いことをしても「いつものロケット団じゃない」と言ったり、事件が発生した時、「三人組」と聞くと彼らを疑い、心配したり応援してもまったく信じなかったり、場合によっては彼らを見捨てたり存在を忘れてたり囮などに利用するなどのぞんざいな扱いをされているなどサトシ達一行からは悪人として嫌われている。ただし、カスミが同行していた頃は彼女から協力を申し出たり、「今回ばかりはロケット団に悪いことしたかな」と言うことはあった。PM2で休暇命令を下された時も身分を隠しつつサトシたちに協力している。なお、『水の都の護神 ラティアスとラティオス』以降は登場してもサトシたち一行には関わらないことが多く、ソーナンス以外のムサシやコジロウの手持ちポケモンが登場することはほとんどない。
サトシを「ジャリボーイ」、マサトは「コジャリボーイ」、カスミ等のヒロインを「ジャリガール」、タケシを「ジャリボーイ大」「ジャリボーイ2号（ゴウもそう呼んでいる）」、デントを「ソムリエボーイ」、シトロンを「発明ジャリボーイ」「ジャリメガネ」、ユリーカを「リトルジャリガール」、と呼び、サトシとヒロイン両方に対し「ジャリンコ」、サトシとゴウ両方に対し「ジャリジャリ」と呼ぶこともある。ただし、AG以降は、サトシ一行で行動しているとき見かけても「ジャリボーイ(たち)」と呼んでいて「ジャリンコ」と呼ぶことが少なくなった。カスミとハルカの2人がいる時に「2人のジャリガール」と言ったことや、DPでハルカが登場した時は「懐かしのジャリガール」、SM編でカスミが登場した時は「元祖ジャリガール」と呼んでいた。また、ヤマトとコサブロウも「ジャリボーイ」や「ジャリガール」と呼んでいる。DPではサトシとヒカリのライバルキャラにも呼び名がある。XY編ではフレア団のことを「カッコつけ眼鏡団」と呼んだり、トロバのことを「オタクボーイ」、アランのことを「リザードン男」と呼んだりしている。SM編では、ニャースがサトシ達ポケモンスクールの生徒を「ジャリーズ」と呼んでおり、リーリエのことを「シャレオツ帽子のジャリガール」、マオのことを「緑ジャリガール」、スイレンのことを「青ジャリガール」、グラジオのことを「凄腕金髪ジャリトレーナー」、アセロラのことは「おばけガール」と呼んでいるが、ライバルキャラを含めムサシが先に上記の呼び名で言うことが多い。逆にサトシ達からは初期ではムサシとコジロウが名前で呼ばれることもあったが、現在はほとんどの場合「ロケット団」と呼ばれており、ニャースはともかくムサシとコジロウが名前で呼ばれることは少なくなった。
サトシらへの罠はほとんどが落とし穴であるが、その技術はかなりのレベルに達しており、もぐらポケモンのディグダやダグトリオ顔負けといっても過言ではないほどである。金銀編ではつもり貯金で造った全高10メートルはあるであろうメカ・アボタンが完全に入ってしまうほど巨大な落とし穴を短時間で掘り、さらにAGではヤマトとコサブロウの逃走用ヘリの下にも落とし穴を掘っていた。その一方で後述するロケット団の口上ほどではないにせよ落とし穴の罠もサトシらからの仕返しが無い訳ではなく、DPでは逆にサトシらの陽動作戦（わざとピカチュウを捕まえ易い状況にし、ロケット団を誘き寄せるもの）に引っ掛かり、落とし穴に嵌まった事があった。BW以降は、後述に記載されている通り、シリアスな面が増え、コミカルな部分が廃止された為、一時期はなくなっていたが、DAからは従来のDP編以前のコミカルな面が復活したが、ほとんどは現在のXY編において、ポケモンを捕獲してから登場する為、落とし穴を作る機会はほとんどない。
変装して登場する事が多い割に髪型や髪の色までは誤魔化し切れていないが、サトシたちに見破られる事は少ない。しかしニャースが人間の言葉をしゃべってしまったことでロケット団だと発覚した事もある。ところがやがてニャースが変装して言葉をしゃべっても気付かれないことが多くなった。またムサシやコジロウも無印編ではサトシ達やゲストが彼らの口上にある「何だかんだ」や「何なんだ?」と不思議そうに問いかけたように言われるとつい体が反応してしまい、我慢できずに正体をばらすことがあった。
DP編までは、前シリーズからゲットしたポケモンもムサシやコジロウの手持ちポケモンとして引き続き手持ちに加わっており、サトシらとの戦闘に参加していたが、BW編からはサトシ同様にシリーズが変わる毎にロケット団の本部にカントー地方に生息しない各地方の珍しいポケモンという事で預けられ、手持ちから外れる事が多くなり、ニャース以外はリセットされるようになった。サカキ曰く、イッシュ地方に生息しないポケモンを手持ちに入れるとロケット団の活動に支障が起こる為、長年レギュラーであったソーナンスもBW編では外されたが、DA編の最終回でカントーに戻ってきてイッシュ地方の活動の成果としてサカキに手持ちのポケモンを献上させた際に勝手にボールから登場し、再登場。XY編からはムサシの手持ちとして、そしてレギュラーキャラクターとして復活しており、SM編でも他の手持ちのポケモンは本部に預けられたが、ソーナンスのみ引き続き手持ちとして、レギュラーキャラクターとして登場している。
あくタイプのZクリスタル「アクZ」を所持し、最初はZリングが無くてZワザが使えなかったが、第73話でクチナシから紫のZパワーリングを授けられたと同時にZワザが使えるようになった。さらにムサシはアセロラのミミッキュ（ミミたん）からミミッキュ専用のZクリスタル「ミミッキュZ」を授けられた。ゼンリョクポーズはムサシ達3人（時にはムサシのソーナンスも加えて）で取る。なお、Zパワーリングとクリスタルはコジロウが本部への帰還に伴いSM編最終話でヒドイデに授けている。
Zワザ発動時の掛け声は　ムサシ「気持ちだけでも3人一緒！」コジロウ「これが俺たちの！」3人「Zワザだああぁっ！」
2019年版ではサカキが開発した秘密兵器の「ロケット・ガチャット」を利用して、強力なポケモンを使用するようになった。また、電話ボックスの下にアジトがある。ダイマックスバンドは持っていないものの、ニャースはキョダイマックスが可能な個体であることが判明した。現在はラジオ番組「ドドンゼット」を務めており、そのため以前より出番が減少している。

「めざせポケモンマスター」の第9話では本部に預けたポケモン全員で「リベンジャーズ」を結成し、ピカチュウをゲットしようとするもラティアスに妨害され失敗。その後、お互いのせいだと言い合いになり、その後10話でそれぞれ自立するために再び本部に戻り、最終話で支給資金を稼ぐために食堂のアルバイトをしていたものの、やはりピカチュウを狙うために復帰している。
3人がそれぞれ持つ過去は文字通り「波瀾万丈」であり、現在に至るまでの経緯についてのエピソードが多数描かれている。普段とは違い大人の悲哀や悪役に徹する故の苦悩が盛り込まれるなど、やや大人向きのテイストになっている。単なる悪役ではない人間味溢れるキャラクターとして描かれるエピソードの数々は人気が高く、公式サイト「ポケモンだいすきクラブ」内に彼らの持ちコーナー「ロケット団だいすきクラブ」が開設されるほど固定ファンが多い。
吉川兆二によると「ロケット団を、まあ言ってしまえばタイムボカン（の三悪）みたいにしたかった」とのこと。そのため、吉川をはじめとするスタッフは「タイムボカンシリーズ」に強く敬意を示しており、「ロケット団の三人組＝欠かしてはいけない存在」としている。初期シリーズ構成を務めた首藤剛志によれば、設定時、アニメ版『さすがの猿飛』に登場するスパイナー高校のコンビ（00893、004989）を意識してキャラを作るようにお願いした、スパイナーのコンビはロケット団の原点のような存在だった、としている。首藤はこのロケット団の三人組を作中の最重要キャラと見做しており、彼らを重点的に描くあまりカスミを軽視してしまったと悔いていた。

#### BWにおけるムサシ・コジロウ・ニャース
BWではこれまでのシリーズとは大幅に立ち回りが異なる。無印シリーズの第2話以降、DPまで毎回登場していたが、BWの第16話以降からは話によっては一切登場しない回が存在するようになり、サトシたち一行と関わる機会は減少した。また、ロケット団のストーリーはサトシたちの旅とは別の視点で描かれることも増えた。
従来にあったようなコミカルな面はほとんど見られなくなり、無印最初期以上に任務遂行のための冷徹さと非情さを持ち合わせるようになり、警察に囲まれても一切動じることなく平静を保てるなどクールな一面が強調されている。さらにサカキから直接指令を受けて行動し、本部から作戦に使うメカの設計図を転送してもらうなど、ロケット団内での立場も向上している。危険な状況になった場合は煙玉やジェット装置を使って自ら退却しているため、空の彼方へ吹き飛ばされ「やなかんじー」と言う恒例のオチがなくなった。また、ポケモン強奪の際、ピカチュウを予定に入れていない場合は狙うことがなくなり、その際のニャースの妄想も一切行われなくなった。また、イッシュ地方へ来る前に「イッシュ地方に存在しないポケモンを使用すると目立つため作戦に支障が出る」ことからロケット団の本部へ手持ちポケモンを全て預けたため（ニャースを除く）、ソーナンスを初めとした従来の手持ちポケモンは一切登場していない。
イッシュ地方に潜入した目的としては、「メテオナイト」と呼ばれる隕石をエネルギー源として手に入れるためというのが建前だが、サカキの発言によれば、正体不明の謎の集団を誘き出すのも一つの目的のようである。当初はこれまでと変わらず、サトシのピカチュウをはじめとしたポケモンの強奪を画策することもあったものの、基本的にはロケット団としての任務を優先するようになった。BW23話で本部から独自の行動を取るように命じられ、その後は再び珍しいポケモンの奪取が目的となる。BW47話以降はゼーゲル博士と行動を共にし、その指示を受けて行動をするようになった。その過程で新ポケモンのメロエッタの「歌」を必要としており捕獲しようとしていたが、メロエッタがサトシ達と出会い懐いたことで、無理に捕まえるよりも彼らと行動させて穏やかな精神状態にしておいた方が目的の「歌」を得られると判断し、しばらくの間は泳がせておくことにした。作戦が失敗した後、自分たちがずっと追いかけ続けたピカチュウの力を改めて知ったという一言を残し、サカキたちと共にカントー地方へ一時撤収した。
エピソードNでは従来のニャース気球で再びイッシュ地方に降り立ち、「オペレーション・テンペスト」での一件から再びピカチュウを狙ってサトシたちの前に現れる。クールな態度は相変わらずだが、従来と同じくサトシたちと関わるようになり、所々でDP以前のギャグ要素を盛り込んだ発言もしている。戦闘で敗れた際は再び吹っ飛ばされる羽目になり（引き際を間違えなければジェットで退却する）、「やな感じ〜!」「いい感じ〜!」の台詞も復活した。Nのことは「トモダチくん」と呼び、ニャースは彼に苦手意識を持つようになった。活動の過程でプラズマ団のポケモンコントロールマシンに興味を持ち、プラズマ団と度々抗争してマシン及び開発者のアクロマを手中に収めようと目論むも失敗。白の遺跡でのプラズマ団進撃時には、漁夫の利を狙ってマシンとレシラムの奪取を狙ったが、ゲーチスの部下を省みない非道な行いに憤慨し、ハンサムと共にサトシたちに協力してプラズマ団一網打尽に一役買った。
デコロラアドベンチャーではプラズマ団を壊滅させたことにサカキからお褒めの言葉をもらい、さらにサカキに褒めてもらうためピカチュウと珍しいポケモンを強奪しようとする。DPまでのギャグ要素の高いキャラになり、変装することも多くなった。「うっそだ〜!」の台詞や落とし穴、吹っ飛ばされた際のコメントも復活したが、EDでゼーゲル博士からバスラオ型潜水艇の設計図を提供されている様子が描かれたり、作戦に使う仕掛けは上等な物が多いなどロケット団内の立場は相変わらず高いようである。が、バスラオ型潜水艇は従来のコイキング型同様、人力式である。
カントー地方へ帰還し、サカキへの報告を終えた後はBWシリーズで使っていた手持ちポケモンを「イッシュ地方の成果」として預け、代わりに再びソーナンスを加えてサトシのピカチュウを追い、カロス地方へ進出する。以後はデコロラアドベンチャー同様、DPまでのようなキャラになるが、サカキと直接連絡を取り合ったり、目的を達成すると欲を張らずに即座に撤退を試みるなど、BWシリーズの立場の高さや有能さを見せることもある。
BW22話までの衣装は原作ゲームや他の団員と同一の黒を基調としたもの(ただし、原作ゲームや他の団員とは異なり、ムサシ、コジロウが着用しているものは白い制服の色違い)だったが、BW23話からは従来の白い制服を着用している。街中で行動する際は制服姿ではなく、黒のコートと帽子にサングラスが基本となっている。その他、SM編ではサトシ同様にムサシとコジロウのキャラクターデザインが若干変更された。恒例の口上については、当初はオリジナルのBGMが使われていたが、白い制服に戻ってからは一部の回を除きDPのBGMになっている。

#### 別の世界のロケット団
XY36話でうつしみの洞窟から入り込んだ別世界にいたもう一組のロケット団。本来の世界の本人達とは善悪が逆で、こちらは正義のヒーローである。ラストシーンにて現実世界から迷い込んだロケット団の前に現れた。なお鏡の住人のシトロン曰く、日が暮れると元の世界に戻れないらしいが次の話でオリジナルのロケット団は何事もないように戻ってきている。
PM2の89・90話に登場した、別世界のロケット団は目つきや口調、性格までもが完全な極悪人となっている。バトルの実力もかなり高くニャースは「あくのはどう」を使う。ディアルガとパルキアをとらえ、時間と空間を歪ませた張本人であり、ポケモンたちを卵に戻して捕獲しようとしていた。

#### 口上
カントー編から恒例の登場時の口上があり、大きく変更されたのはAG132話（ホウエン編終盤）と、DP3話、BW2話とBW109話、SM3話の5回。DP92話で原点回帰と称して、一度だけ初期の口上が復活しており、BW2Nからは初期の口上に変更された他SM編でもシリーズ継続中にカントー地方に帰還したとして初期の口上に戻した。ストーリー展開に合わせ、口上の台詞が変更されることもある。なおムサシとコジロウのどちらかが不在の場合、ニャースがその部分を担当することがある。また、初代から3代目までの口上で、ジョウト編（金銀編）から登場したソーナンスが、口上の際「ソ〜ナンス!」と被せたり、AGからはチリーンやマネネもソーナンスの後に被せるのがおなじみであった。4代目の口上が使われたBWではデスマスが一度だけその役目を引き継いだ。またAGやBWこそ全くなかったものの、何度か口上をサトシ達に真似された事があるが、DPとXYでは前者はムサシが途中で「真似すんじゃないわよ!」と遮り、後者はコジロウが途中で「押しが弱い」と遮った。それでも、無印編ではイミテの作戦で口上（その時は主人公らしくアレンジを加えて行われた）だけでなく、服装も全て真似される屈辱を味わった。逆にサトシ達や悪役にセリフを遮られたり無視した際は怒ったりする。また彼ら曰く「口上をやらないと気が済まない」らしく追い詰められたり、囲まれた状況下や空気を読まずに堂々と名乗ることがあり、結局捕まったり飛ばされたりしている。なお、1話中で2回以上口上があった時は、2回目以降はニャースが途中で「以下省略ニャー!」と言って口上を切ることがある。また、口上中のBGMは編によって異なり、AG、DP、BWの一部の回では一新したが、BWの一部の回ではDPのBGMが使用され、XY1話からXY&Z102話・107話とSM42話は無印時代の物をアレンジしたものになっている。XY&Z103話から124話は一部の回を除いて「ロケット団 団歌」が使われるようになり、SMからは同曲をアレンジしたものになっている。
初代（無印編、AG編、DP92話、BW2N編、DA編、XY編、XY&Z編、SM42話、新無印編）
- ムサシ ｢何だかんだと聞かれたら｣
- コジロウ ｢答えてあげるが世の情け｣
- ムサシ ｢世界の破壊を防ぐため｣
- コジロウ ｢世界の平和を守るため｣
- ムサシ ｢愛と真実の悪を貫く｣
- コジロウ ｢ラブリーチャーミーな敵役｣
- ムサシ ｢ムサシ!｣
- コジロウ ｢コジロウ!｣
- ムサシ ｢銀河を駆ける ロケット団の二人には｣（無印編の後期から少し間を空いている）
- コジロウ ｢ホワイトホール白い明日が待ってるぜ｣
- ニャース ｢なーんてニャ!｣
- ソーナンス「ソォーナンス!」（AG編からはソォ〜ナンス〜!!と言うようになった。無印初期やBW編等のソーナンスが登場しない回ではこの部分は無し）

2代目（BF編-DP2話）
- ムサシ「何だかんだの声がする」
- コジロウ「地平線の彼方から」
- ムサシ「ビッグバンの彼方から」
- コジロウ「我らを呼んでる声がする」
- ニャース「お待たせニャー!」
- ムサシ「健気に咲いた悪の花」
- コジロウ「ハードでスイートな敵役」
- ムサシ「ムサシ!」
- コジロウ「コジロウ!」
- ニャース「ニャースでニャース!」
- ムサシ「ロケット団のある所」
- コジロウ「世界は!」
- ニャース「宇宙は!」
- 3人「君を待っている!」
- ソーナンス「ソォ〜ナンス〜!!」
- チリーン「チリーン!」
- マネネ「マーネネ!」

3代目（DP編、前述のとおり92話は除く）
- ムサシ「何だかんだの声を聞き」
- コジロウ「光の速さでやってきた」
- ムサシ「風よ!」
- コジロウ「大地よ!」
- ニャース「大空よ!」
- ムサシ「世界に届けよデンジャラス」
- コジロウ「宇宙に伝えよクライシス」
- ムサシ「天使か悪魔かその名を呼べば」
- コジロウ「誰もが震える魅惑の響き」
- ムサシ「ムサシ!」
- コジロウ「コジロウ!」
- ニャース「ニャースでニャース!」
- ムサシ「時代の主役はあたしたち!」
- コジロウ「我ら無敵の!」
- 3人「ロケット団!!」
- ソーナンス「ソォ〜ナンス〜!!」
- マネネ「マネネ、マネネ!」

4代目（BW1編）
- ムサシ「何だかんだと聞かれたら」
- コジロウ「答えてあげよう明日のため」
- ムサシ「フューチャー 白い未来は悪の色」
- コジロウ「ユニバース 黒い世界に正義の鉄槌」
- ニャース「我らこの地にその名を記す」
- ムサシ「情熱の破壊者 ムサシ!」
- コジロウ「暗黒の純情 コジロウ!」
- ニャース「無限の知性 ニャース!」
- 3人「さぁ集え ロケット団の名の下に!」

5代目（SM編、前述のとおり42話は除く）
- ムサシ「何だかんだと聞かれたら」
- コジロウ「聞かせてあげよう我らが名を」
- ムサシ「花顔柳腰・羞月閉花 儚きこの世に咲く一輪の悪の華 ムサシ!」
- コジロウ「飛竜乗雲・英姿颯爽 切なきこの世に一矢報いる悪の使徒 コジロウ!」
- ニャース「一蓮托生・連帯責任 親しき仲にも小判輝く悪の星 ニャースでニャース!」
- 2人「ロケット団 参上!」
- ニャース「なのニャ!」
- ソーナンス「ソ〜ナンス!」

### ボス
サカキ
声 - 鈴置洋孝（PM15話 - AG132話、MV1）→三宅健太（DP2話 - 、MV22）
登場時期：PM・HT・DP・BW・XY・SM・PM2・SS・MV
ポケモン市場を支配する巨大シンジケート・「ロケットコンツェルン」の最高経営者にして、ポケモンマフィア「ロケット団」のボス。元々は母親がロケット団のボスであり、ロケット団ボスとしては2代目にあたる。母親曰く、「昔は金遣いが荒いドラ息子で、トレーナーとして旅ばかりしていた」とのこと。
性格は冷酷無比にして破滅的。戦い、破壊、略奪というポリシーを持ち、世界征服を望んでいる。作中で起こったサントアンヌ号の事件はサカキ本人の計画であった。しかし、ニャースの妄想シーンにおいてはたびたびユニークな性格である一面を披露する。「ボスを囲む会」や「お花屋敷のティーパーティー」を開くなど、部下との交流を行うこともあるため、部下からの信頼は厚いようである。特にムサシ・コジロウ・ニャース達からは異常なほど(例、サカキからの「ご苦労だった」の一言で感動のあまり号泣するほど)に慕われている。イッシュ地方での「オペレーション・テンペスト」の際に暴走した時も、ニャースたちから決死の覚悟で制止されている。
カントー編初期はシルエットでのみ登場していたが、カントー編中盤から正式に登場し、その後は主にニャースの妄想シーンで登場することが多い(BW以降のシリーズではこのシーンは廃止されている)。ただし妄想シーンにおいて鈴置や三宅は声を担当しておらず、ニャースがなりきっているという形でニャース役の犬山イヌコが吹替えをしている。妄想シーンのときには筋肉質な体型をしていることが多いが、実際はどうなのか不明。ただしグラスや無線機を素手で握りつぶして破壊するなど、握力の凄まじさを見せるシーンはある。
手持ちポケモンはバランスがよく、主にパワーや重量級のポケモンを使用する。ただし、ポケモンへの愛着はペルシアンを除いてそれほどない。トキワジムのジムリーダーだったが、ムサシたちが仕掛けた爆弾でジムが爆破された後はジム経営から手を引いた。後任に臨時で四天王のキクコが就任している。
AGでムサシ・コジロウ・ニャースから、自分たちがホウエン地方にいるという旨の報告を受けた際、組織の勢力圏外であるホウエンで活動しロケット団の名を広めるよう命令する。これは、その地方で活動をしているマグマ団及びアクア団の情報を得ることを目的としたものだったが、両組織が後に解散したため必要なくなった。当初はムサシとコジロウに対し直々に作戦や指示を与え期待していたが、度重なる失敗により評価は地に落ちていき、DPではついにムサシたちの存在自体が彼の記憶から抹消されるまでに至った。
BWではイッシュ地方で暗躍している謎の組織の正体をあぶりだす目的で、ムサシ・コジロウ・ニャースに直々にイッシュ地方潜入命令を与える。また、ムサシたちと直接連絡をとることが増え、BWにおいての3人を高く評価している。一度記憶から消えていたはずのムサシたちに重要な任務を与えた理由は不明だが、ムサシたちはシンオウ地方におけるギンガ団やポケモンハンターJの壊滅を自分たちの手柄として虚偽報告したからだろうとDP最終話で推測している。
BW2ではイッシュ地方を制圧するための計画である「オペレーション・テンペスト」の最終段階で自らイッシュ地方へ赴き、サトシと対面している。メロエッタをサトシたちから強奪し、その歌声によってサザナミ湾の海底遺跡を復活させる。さらに遺跡に安置されていた「うつしかがみ」の力を用いてれいじゅうフォルムのボルトロス・トルネロス・ランドロスの三体を操り、イッシュ地方の制圧を試みる。しかしサトシたちの活躍でメロエッタを取り戻され失敗。そのまま理性を失って破壊衝動のままにイッシュ地方を破壊しようとしたが、ムサシ・コジロウ・ニャースの静止で我を取り戻し、カントーへ撤収した。
XYではムサシ・コジロウ・ニャースに直接の指令は与えていないものの、彼らはカロス地方にてサカキを満足させるべくピカチュウや珍しいポケモンの捕獲を画策している。
SMでもアローラ地方にムサシ達を送り込ませ、珍しいポケモンや勢力拡大を狙っている。また、ウラウラ島の島キングで警察官でもあるクチナシとは昔馴染みであることが明かされ、アローラに伝わる「かがやきさま」なるポケモンの情報を探っていた。最終話ではムサシ達のアローラの成果を期待すべく、帰還命令を下す。
2019年版ではムサシ達の作戦を実行させるために秘密兵器を開発した。
初登場からDPまではオレンジ色の礼服を着用していたが、BWでは軍人を思わせる黒い衣装に変更されている。BW2最終話以降のシリーズでは、黒い礼服に変更された。また、ニャースの妄想ではガウンやナイトキャップつきのパジャマを着用しているが、実際は不明。
映画『ミュウツーの逆襲』及びリメイク版の『EVOLUTION』、その関連作品である『ミュウツー! 我ハココニ在リ』、『ミュウツーの誕生』にも登場する。『ミュウツーの誕生』ではナレーターを務め、サカキ本人が本編では見られないユニークな一面を見せている。
各国の日本国外名
英語：ジョバンニ・ディグナツィオ（Giovanni D'Ignazio）
韓国語：ビジュギ（ハングル：비주기）
手持ちポケモン
ペルシアン
声 - 松本梨香
技：ひっかく、いばる、シャドークロー、パワージェム
ペットのように寵愛しており、ニャースからはライバル視されている。BW2の12話で初めてバトルで使用し、サトシらと対峙した。額から発射される「パワージェム」でピカチュウを襲い、彼らを捕獲した。また、この回で唯一モンスターボールに戻されるシーンがある。
キングラー
技：クラブハンマー、かたくなる、あわ
シゲルのウインディと対決し、「だいもんじ」に敗れる。その後、ムサシが代理として使用し、フシギダネを倒す活躍を見せた。複数匹所持しているかのような描写もあった。
ゴローニャ
声 - 石塚運昇
技：たいあたり
シゲルのニドキングに敗れた。
カイリキー
声 - 石塚運昇
技：からてチョップ
ムサシが代理として使用。ゼニガメに容赦ない「からてチョップ」の連打を浴びせ勝利するが、その後ピカチュウの電撃を浴びて他のポケモンたちと共に逃げ去って行った。
サイドン
ムサシが代理として使用。サトシとバトルし、ピジョンに敗れた。
パルシェン
トキワジム内の水槽にいたポケモン。

ロケット団女ボス
声 - 鶴ひろみ
ロケット団の先代ボス。サカキの母親。サカキ曰く、大変美しい女性だったとのこと。部下であるミヤモトとの絡みから、極めて気さくな人物だったことがうかがえる。ミヤモトにミュウの捕獲を命じ南米に派遣する。現在の詳細は不明。

### 幹部
ナンバ博士
声 - 永井一郎
登場時期：JT・BF・DP・SS
ロケット団の幹部クラスの科学者。ヤマトとコサブロウ直属の上司にあたり、彼らを使いポケモンに関する研究を続けている。重要な任務を任されることが多く、ジョウト地方のうずまき諸島でルギアを捕獲する作戦の指揮をとった他、伝説のポケモンであるファイヤーの移動周期や未知の強化ウイルスであるポケルスの調査、古代ポケモンの研究などを行っている。
怒りのエネルギーでパワーアップしたエレブーでサトシとヒロシの2人を相手に一方的なバトルを展開した。
性格は傲慢。ポケモンは人間のために生きていると語っており、「人類は選ばれた生き物であり、それ以外の生き物は人間に奉仕して当然」という選民思想に近い考えを持つマッドサイエンティスト。元々は多数の研究成果を持つ天才科学者であったが、反道徳的な研究を好んでおり、優秀な科学者を求めていたロケット団に入団した。ロケット団内で「ナンバ博士を励ます会」が開かれるなど、部下からは慕われている模様。
コサブロウと同様、よく名前を間違えられる。コサブロウと違い、間違えられる名前がかなり多数。間違えられるたびに「（ - ではない、）ナンバである!」と言い、どんなに離れている場所でも名前を間違えられるとすぐに電話や通信機で訂正してくる。部下を叱り付ける際は「バカモン!」と怒鳴る。
手持ちポケモン
エレブー
声 - 石塚運昇
技：かみなりパンチ、10まんボルト、ひかりのかべ
「ナンバ・ナンバー5」という装置を装着しており、怒りのエネルギーで強大なパワーを誇る。

シラヌイ博士
声 - 中村秀利
登場時期：JT・MV
ロケット団の幹部クラスの科学者。いかりの湖でポケモンたちの強制進化をさせる進化促進電波を開発し、「プロジェクトR」を指揮した。最強のポケモン軍団を作り、ロケット団が世界を支配することが望み。ロケット団でも極めて高い地位にいるようで、幹部団員からも敬語を使われており、次々と大規模なプロジェクトに携わっている。
初登場は特別編『ライコウ雷の伝説』。映画『ポケモンレンジャーと蒼海の王子マナフィ』のプロローグにも一瞬だけ登場する。

タツミ
声 - 園部好德
登場時期：JT
ロケット団特務工作部所属の幹部。筋骨隆々の肉体で常人を軽く超える巨漢。いかりの湖で「プロジェクトR」の実行部隊隊長として、シラヌイ博士の補佐と現場の指揮を担当した。ムサシ、コジロウ、ニャースの3人を捨て駒として使うために「プロジェクトR」に迎え入れるが、結果的にこの3人を迎え入れたことが仇となり、基地を失うことになった。
2匹のオニドリルを同時に操り、チャンピオンであるワタルのカイリューを撃破寸前まで追い込むなど高い実力を持つ。しかしワタルに逆転され、他の団員らと共に警察に逮捕される。
手持ちポケモン
オニドリル
技：みだれづき、こうそくいどう、はかいこうせん、ドリルくちばし
2匹のオニドリル。

ゼーゲル博士
声 - 小室正幸
登場時期：BW
ロケット団の幹部クラスの科学者。イッシュ地方に潜入したムサシやコジロウの上司の立場にあたり、彼らからは「ロケット団の頭脳」と称された。当初はムサシたちがシッポウ博物館から盗み出したメテオナイトの分析にあたり、以降もムサシたちに彼等が従順と思い込んでいるヒトモシの性質について忠告したり、兵器開発のために必要なポケモンの捕獲を頼んだりしていた。
その後自らもイッシュ地方に渡ってムサシたちと行動を共にするようになり、以後ライモンシティ、ミロス島、ネジ山などを舞台にポケモン捕獲のための周到な作戦を立案、指揮しているが、いずれも今一歩のところで失敗している。作戦の際には、自らも地下鉄システムのハッキングと通信システムの妨害を担当したり、特殊ヘリコプターを操縦するなどしてムサシたちを援護する。
科学者としては、メテオナイトの分析を行ったり、ポケモンを利用した兵器やポケモンの化石の復元装置などの開発をしている。
BW2では「オペレーション・テンペスト」決行のためにメロエッタの「歌」の分析やサザナミ湾の海底遺跡の調査を行っていたが、作戦失敗の後ムサシやサカキたちと共にカントーへ撤収した。
その後もDAのEDでバスラオ型潜水艇の設計図をムサシたちに提供する様子が描かれており、カントーへ戻った後もムサシたちを支援しているようである。

バイパー教官
声 - 加藤精三
登場時期：SS
ムサシ・コジロウ・ヤマト・コサブロウが見習いだった時のロケット団養成所教官。青いモヒカンが特徴的な年配の男性。

ビシャス
声 - 佐野史郎
ロケット団の最高幹部。通称「仮面のビシャス」。

バショウ
声 - 森川智之
特務工作部所属の団員。

ブソン
声 - 檜山修之
特務工作部所属の団員。

### ヤマト・コサブロウ
ナンバ博士の直属の部下であるコンビ。
この二人もまたムサシ・コジロウと同じくロケット団のエリート候補だったが、ルギアの捕獲やその他様々な命令に失敗し、ムサシたちに次ぐ「ダメ団員」となってしまった。さらにはロケット団の仲間内でムサシに似てきたとまで言われ、かなり気にしていた。能力はムサシたちよりも優秀と言えるが、実はロケット団員養成学校時代は、ムサシたちよりも遅れて試験に合格している。
その後は劇中で描写はないものの、サカキから期待されているようで、様々なメカを与えられたり多数の団員が作戦に協力したりと優遇されている。ただしムサシたちの前口上をもじっているなど、ある種のポリシーやプライドのあるムサシたちに比べて、一本筋の通った物を持っていない。AGまでは口上セリフは同じであり、大きく変更されたのはDP65話である。負けて吹き飛ばされる際は「やな気持ち〜!」と言う。サトシたちからは「ヤマトにコサンジ」と呼ばれている。DP65話を最後に登場がなくなっていたが、PM2で再登場、二人ともロケット団の活動は既に辞め別の仕事を営んでいる。
ヤマト
声 - 勝生真沙子
登場時期：PM・AG・DP・PM2・SS
コサブロウのパートナー。ムサシと同じく、気が強く高飛車でナルシストな性格。相棒のコサブロウに対してきつく当たることも多い。ムサシとはロケット団養成所時代から相互に凄まじいライバル心を抱き合っている。シンオウ地方初の任務に失敗した際には、「ムサシに会うと作戦が失敗する」とぼやいていた。
一度ムサシと喧嘩別れしたコジロウを誘ってコンビを組んだが、コジロウと口上をうまく合わせることができず、すぐにコンビは解消となった。
PM2の95話で14年ぶりに再登場。ロケット団での活動に嫌気がさし自ら辞め、氷河の先に有る山小屋で趣味の木彫りをしながらカフェを営んでおり、雪の中倒れていたムサシ達を助けた。
また、コジロウが助けた恩を返す為彼女の趣味の木彫りやカフェの手伝いをしていたが、後にコジロウのモルペコが空腹で店の食料を全部食い尽くした為コジロウを追い出した。
各国の日本国外名
韓国語：ロミ（ハングル：로미）
手持ちポケモン
ラッタ
声 - 上田祐司
技：ひっさつまえば、たいあたり、ロケットずつき
口上中ではニャースのような立場で登場する。またAG176話ではコサブロウが使用していたが、これと同じ個体かどうかは不明である。PM2ではヤマトと共に14年ぶりに再登場し、現在もヤマトの手持ちポケモンでいる。
スリープ
声 - 石塚運昇
技：テレポート、メガトンパンチ、ゆびをふる、さいみんじゅつ
サトシのピカチュウやカスミのトゲピー、街のポケモン達を操り（ジュンサーが所持していたゴースは例外）、地下アジトに拉致した。
デルビル
声 - 小西克幸
技：かえんほうしゃ、かみつく、スモッグ
ルギア捕獲作戦ではヤマトの主力として登場。ナンバの発明品で技のパワーを上げられたことでサトシたちを圧倒した。
ヤミラミ
声 - 伊東みやこ
技：シャドーボール、みだれひっかき、きあいパンチ、ひっかく
サイドストーリーで、ヤマトの主力ポケモンとして登場。カスミたちを苦戦させるなど、実力はかなりのものである。水が苦手で泳げない。
ドククラゲ
声 - 小西克幸
技：みずでっぽう
アニメ本編ではコサブロウが技の指示を出していたが、「アニメ ポケットモンスター 全冒険バトル図鑑」ではヤマトのポケモンとして紹介されている。
グランブル
技：ほのおのキバ、かみつく
DP編で登場。ムサシのハブネークと戦う。

コサブロウ
声 - 子安武人
登場時期：PM・AG・DP・PM2・SS
ヤマトのパートナー。初登場時はクールでキザなキャラクターであったが、2度目の登場以降は、サトシ達とヤマトを含め、敵味方を問わずに「コサンジ」と間違って呼ばれ（間違えないのはボスのサカキくらい）いじられキャラとして定着してしまっている。名前を間違えられると激怒するが、その後名前を正しく呼ばれるといったことは殆どない。あまりにも名前を間違えられることが多いため、ヤマトにちゃんと「コサブロウ」と呼ばれたにもかかわらず「だから、コサンジ!あ、いいのか」と言ってしまったこともあり、名前の改名すら考えたこともある。後に1度だけ、明らかな腹いせでコジロウのことを「コサンジロウ」と無茶に間違えて呼んでいるが、「無理やり言うな」と逆に突っ込まれてしまっている。BF編では1度だけムサシが「コサンタ」と呼んだこともある。キザに振舞うがやや気が弱く、コジロウほどではないがヤマトにこき使われている。
一度コジロウと喧嘩別れしたムサシとコンビを組むが、ムサシと口上をうまく合わせることができず、すぐにコンビは解消となった。
PM2の95話ではヤマトと同じ理由でロケット団を辞め、今は地面タイプが終わり水タイプが始まるとされる最果ての地でパン屋を営んでいる。相変わらず「コサンジ」と間違われている。ムサシが正しく「コサブロウ」といった際には間違えて「コサンジ」と訂正してしまった。
各国の日本国外名
英語：ブッチ（ラテン文字：Butch）「コサンジ」はボッチ（Botch）。
韓国語：ロジェン（ハングル：로젠）
手持ちポケモン
オコリザル
技：からてチョップ、あばれる
ヤミカラス
「アニメ ポケットモンスター 全冒険バトル図鑑」でコサブロウのポケモンとして紹介されているポケモン。本編では登場していない。
カポエラー
声 - 坂口候一
技：トリプルキック、こうそくスピン、まわしげり
ルギア捕獲作戦ではコサブロウの主力として登場。ナンバの発明品で技のパワーを上げられたことでサトシたちを圧倒した。
グラエナ
声 - 坂口候一
技：はかいこうせん、アイアンテール、かみつく、たいあたり
サイドストーリーでコサブロウの主力ポケモンとして登場。
パルシェン
声 - 坂口候一
技：みずでっぽう
ツボツボ
声 - 阪口大助
技：ヘドロばくだん
DP編の口上中で、ニャースのような立場で登場。
ニャース
PM2に登場。ニャースの初恋の彼女・マドンニャに似ている。最果ての地の有る町のボスであるペルシアンと付き合っている。

#### 口上（ヤマト・コサブロウ）
ヤマトとコサブロウの口上は上述の通り、ムサシとコジロウの台詞を一部変えてもじったものであり、大きく変更されたのはDP65話の一回のみである。ラストにでてくるポケモンは話によって異なる。また、PM2にて登場した際の回想や二人による口上の再現では初代の物を使っていた。
初代（無印編 - AG,PM2）
- ヤマト「何だかんだと聞かれたら｣
- コサブロウ「答えないのが普通だが｣
- 二人「まあ特別に答えてやろう」
- ヤマト ｢地球の破壊を防ぐため｣
- コサブロウ「地球の平和を守るため｣
- ヤマト「愛と誠実な悪を貫く｣
- コサブロウ「キュートでお茶目な敵役｣
- ヤマト「ヤマト｣
- コサブロウ「コサブロウ｣
- ヤマト「宇宙を駆けるロケット団の二人には｣
- コサブロウ「ショッキングピンク桃色の明日が待ってるぜ｣
- ヤマト「なーんてな」
- ラッタ「ラッチューノ!｣

2代目（DP65話）
- ヤマト「何だかんだの声がして」
- コサブロウ「ジャイロボールのようにやってきた」
- ヤマト「スターよ」
- コサブロウ「ムーンよ」
- 二人「スペースよ」
- ヤマト「みんなに届けよジャースティス」
- コサブロウ「宇宙に伝えよギールティー」
- ヤマト「天国か地獄かその名を呼べば」
- コサブロウ「誰もがシャキーンと背筋を正す」
- ヤマト「ヤマト」
- コサブロウ「コサブロウ」
- ツボツボ「ボツボツー」
- ヤマト「ホントの主役はあたしたち」
- コサブロウ「我ら正統派の」
- 2人「ロケット団!」

なお、｢宇宙を駆けるロケット団の二人には｣の部分は、｢宇宙を『駆け巡る』ロケット団の二人には｣と言う回がある。

### その他の団員
ジンジー
声 - 日高奈留美
登場時期：JT
ロケット団本部人事部所属の女性団員。新人の頃にムサシにフルーツ牛乳の代金を払わされたことを未だに恨んでいる。ロケット金融から多額の借金をしていることを理由に、ムサシたちを抹殺するようサカキに進言したが却下された。その後フルーツ牛乳代はムサシたちの再入団金から徴収した。ムサシはジンジーのことを忘れており、フルーツ牛乳よりコーヒー牛乳のほうが好きだと言った。

勧誘のばあさん
声 - 鈴木れい子
登場時期：JT
ロケット団ジョウト支部に所属するロケット団人事部スカウト。ジンジーの部下。有能な人材をロケット団に集めるのを任務としている。本人たちの知らない間にロケット団から除名されていた、ムサシ、コジロウ、ニャースをロケット団に再入団させた。

ユウサク
声 - 金野潤
登場時期：DP
ラーメン店「ムサシとコジロウ」の店長を務める青年。
ロケット団訓練学校で団員になるべく修行していたが、失敗続きで落ち込んでいたところをムサシとコジロウに励まされ、「ロケット団だけが人生じゃない」とアドバイスされる。その時に御馳走してもらったラーメンの味が忘れられず、ロケット団を退団し故郷のシンオウ地方に戻る。そしてラーメン店を開き大成功を収めた。
ニャースの華麗な爪捌きを見て彼をスカウトするが、ムサシに断られる。その後喧嘩別れしたニャースが店に戻ってきたため彼を雇う。しかし仲間の危機を悟ったニャースは彼らを放っておけないと、再びロケット団へと戻った。その後のスイレン大会で、コジロウにラーメンの具材を提供し、テレビで観戦した。

マトリ
声 - 浅井清己
登場時期：DP・BW・XY・SM・PM2
サカキの秘書を務める女性団員。DPの最終回でムサシ・コジロウ・ニャースにイッシュ地方に潜入工作員として動く任務を与えた。眼鏡をかけており、ポーカーフェイスで冷淡な性格。ムサシからは「オカッパメガネ」と呼ばれている。
SMではサカキから「かがやきさま」捕獲の命令を受け、精鋭部隊「マトリ・マトリックス」を率いてアローラ地方へ向かう。122話ではキテルグマを連行しようとしたが、失敗に終わった。
PM2の24話ではムサシ達に休息命令を与え、その隙にシンオウ地方のポケモンをゲットしようとし、一度はサトシのピカチュウのゲットにも成功する。しかし同じくシンオウ地方に来ていたムサシ達がサトシ達に協力したことで邪魔をされ失敗し、サカキにこっぴどく叱られた。74・75話ではダークライ・クレセリアをゲットしようとするも、クレセリアの「みかづきのまい」で回復したダークライの「ダークホール」で眠らされ失敗する。

フリント
声 - 山野井仁
登場時期：BW1
ロケット団のエージェントを務める男性団員。イッシュ地方に潜入したムサシたちの手助けをしたり、アイテムや任務の情報を届ける役割を果たしている。

ゴズ
声 - 酒井敬幸
登場時期：SM
右目に眼帯を付けた筋肉質の男性団員。「マトリ・マトリックス」のメンバーとしてマトリと共にアローラ地方へ向かう。マトリに対してはタメ口で話しているが、マトリが状況判断を誤れば自ら率先して軌道を修正してサポートしている。ポケモンバトルの腕前は相当なもので、ククイ博士とザオボーを2人同時に相手取っても優位に立つほどの実力者。
手持ちポケモン
ボスゴドラ
特性：フィルター（メガシンカ時）
技：ヘビーボンバー、ラスターカノン
額に付けた「ボスゴドラナイト」でメガボスゴドラにメガシンカする。巨体に似合わないジャンプ力から繰り出す「ヘビーボンバー」はククイ博士のウォーグル、ザオボーのフーディン、スリーパーを三匹まとめて一撃で倒すほど。しかし、ククイ博士のガオガエンのZワザによって敗れさった。

ロケット団精鋭部隊
声 - うえだゆうじ、新祐樹、間宮康弘など
登場時期：PM2
PM2の24話に登場した精鋭部隊。シンオウ地方のポケモンをゲットしようとするも、休暇していたムサシ達に邪魔され失敗に終わった。74・75話ではダークライ・クレセリアをゲットしようとするも、クレセリアの「みかづきのまい」で回復したダークライの「ダークホール」で眠らされ失敗。
手持ちポケモン
ドサイドン
声 - 三宅健太
技：ストーンエッジ
ブニャット
技：みだれひっかき、きりさく
ドクロッグ
技：ヘドロばくだん、ベノムショック
スカタンク
声 - 千本木彩花
技：かえんほうしゃ

ジュウベエ
声 - 山口隆行
登場時期：SS
ムサシのロケット団特別訓練所時代の12組目のパートナー。ムサシが独断で行動したためにテストで失格になる。

ドミノ
声 - 三石琴乃
Aクラスナンバー009のエリート団員。

モンド
声 - 子安武人
特別配送局所属の見習い団員。

ミヤモト
声 - 冬馬由美
ムサシの母親とされる女性ロケット団員。先代ボスとはコメディタッチなやり取りを見せる。幼い娘を人に預けて自身は金儲けを第一としているが、娘の写真は常に持っており別れても娘の心配をするなど愛情を抱き続けている。20年前にミュウの鳴き声の録音に世界で初めて成功し、ボス(先代)の命令でミュウを捕獲すべく南米に派遣されたが未だに帰還していない。仲間とはぐれ一人となり、10数年という月日が流れ精神的に錯乱しているような気配も感じられるが、未だに生存しているようである。

### 所属ポケモン
デリバード
声 - 小西克幸
登場時期：JT・BF・DP・BW
ロケット団に所属するポケモン。主な任務は、現場で活躍する団員の手柄をボスに届けること。逆にアイテムやモンスターボールを本部から届けることもある様子。ただしムサシたちの前に現れるときは借金の取り立てを迫ることが多いため、彼らからは警戒されている。
無印231話ではムサシたちの指示でサトシたちを「プレゼント」で攻撃し、後一歩のところまで追い詰めたが、プレゼントには相手を回復させる効果もあるため弱らせていたピカチュウを回復させてしまい、やられてしまった。
DA編のエンディングではゼーゲル博士が設計したバスラオ型人力潜水艦の設計図をムサシ達に送った。
「めざせポケモンマスター」の第9話にて久々に登場し、ムサシたちにお弁当と本部に預けたポケモンたちを送った。
使う技は「プレゼント」や「ふぶき」など。

AG177話登場の所属ポケモン
AG177話に登場。ムサシとコジロウがジムリフォーマーに変装してニビジムのポケモンを奪おうとした時に支給されたポケモン。
サトシとタケシとのタッグバトルの時には一度は圧倒的なパワーで追い込むも、最終的にはお互いが喧嘩になり、倒された。その後、デリバードが「実はこの二体はヤマトとコサブロウに届けるもので、間違いだった」と言ってボールを回収していった。
リザードン
使用していた技は「かえんほうしゃ」、「ほのおのうず」
登場時期：BF
ムサシが使用した。
ボスゴドラ
使用していた技は「メガトンパンチ」、「はかいこうせん」、「みずのはどう」。
登場時期：BF
コジロウが使用した。

ニャース（アローラの姿）
声 - 愛河里花子
使う技 フェイント、10まんボルト、ひっかく
SM62話から登場。ニャースの通訳によると一人称は「わたし」。ニャースが沼で溺れていた所で彼と初対面する。要領が良いが腹黒い性格で、ニャースからはペルシアン同様嫌悪感を抱かれている。バトルの腕前もサトシのピカチュウをあしらうなど実力はある。また、Zワザに関する知識も持っている。アローラのさるところで世話になっていたが、もっと素晴らしい主人に仕える為、旅に出たらしい。サトシのピカチュウを奪うが、追いかけてきたサトシ達に奪還され、バトルの最中で姿を消した。その後ニャースの貯金箱からお金を盗み出し、そのお金でカントー行きの飛行機のチケットを購入、ロケット団本部に向かった。その後はロケット団本部でマトリの補佐についている。サカキを主人と定めたらしく、次はペルシアンのポジションを狙っている。
ペリッパー
登場時期：PM2
技：つばさでうつ、ハイドロポンプ
PM2の準レギュラーの一体で第3話から登場。ロケット団にロケット・ガチャットを届ける役目を持つ。主に上空から落とすことが多い。のんきで忘れっぽい性格。
基本的にムサシ・コジロウ・ニャースが登場する回には登場している。第17話ではベンチに座って休んでいるところをゴウとヒバニーに見つけられた（それが原因でロケット団のアジトがバレてしまった）。
49話ではガチャットのボールが出てこなかったため、代わりにバトルした。相性が不利ながらもワンパチを圧倒させたものの、ワンパチとイーブイの「スパーク」の前に敗れる。
58話ではイタズラでガチャットに触ってしまったため、大量のゴクリンが出てきてしまった。
59話では誤って運搬中のガチャットを落とし、その際に出てきたサルノリを気付かず逃がしてしまった。
69話ではロケット団におやつを買うよう押しつけられ、途中で忘れながらも見事おつかいを成功させた（ただし、その後おやつはモルペコに食べられてしまった）。
81話では青ポケマニアのアベルとブルータスの圧力に負け逃げ出した。
スマホロトム
声 - 大谷育江
登場時期：PM2
PM2の12話から登場。サトシやゴウのとは違い、黒い色である。ポケモンの解説はできるが、ポケモンの名前と分類、タイプ（以下略）しか言わず、さらに詳しく説明する時は「だってさ」「驚きだね」など投げやりな部分が多く、図鑑らしかぬ面倒くさがりな面もある。

#### ロケット・ガチャットのポケモン
PM2から登場。ムサシやコジロウもガチャットを回すまで何が出るかはわからない。強力なポケモンや大型のみならず小型なポケモン、同じポケモンも出てくる。これまでロケット団員の手持ちポケモンとして登場したものも存在するが、同一個体かは不明。
ギャラドス（ムサシ）、バンギラス（コジロウ）
使用技：こおりのキバ、ハイドロポンプ、アクアテール、はかいこうせん（ギャラドス）、ほのおのキバ、ストーンエッジ、あくのはどう、はかいこうせん（バンギラス）
3話に登場。ピカチュウとフシギソウをゲットするために使用。ダブル「はかいこうせん」を繰り出すも、ピカチュウの「10まんボルト」で返され敗北。

カイリキー（ムサシ）、ツンベアー（コジロウ）
技：つららばり、あばれる（ツンベアー）
8話に登場。流氷レースのポケモンをゲットするために使用。カイリキ―は氷をかち割り、ツンベアーは「つららばり」で攻撃した。そして、ツンベアーはサトシ達の船に乗っていた船に「あばれる」で攻撃するも、ヒバニーの「にどげり」で船から落とされる。最後はピカチュウの「10まんボルト」に敗北。

ホエルオー（ムサシ）
技：はねる
10話に登場。カイリューたちをゲットするために使用。技は「はねる」のみだが、巨体ゆえにとてつもないパワーの持ち主で一跳ねしただけで波しぶきが立つほど。ロケット団はカイリューの「はかいこうせん」で吹っ飛ばされたものの、ホエルオーはそのまま置いて行かれ、さらにサトシがカイリューをゲットしたことに喜んでしおふきした。

マダツボミ（ムサシ）
声 - 愛河里花子
技：パワーウィップ
12話に登場。カジリガメをゲットするために使用。小柄ながらもとてつもないパワーの持ち主で強力な「パワーウィップ」を繰り出すほど。また、逃げ足も速くカジリガメがキョダイマックスした時はムサシ達を置いて逃げ出した。

サマヨール（2体）
技：ナイトヘッド（両方）、かげうち、ほのおのパンチ（ムサシ）、れいとうパンチ（コジロウ）
16話に登場。ゲンガーをゲットするために使用。ダブル「ナイトヘッド」で追い詰めるも、ゲンガーの「ナイトヘッド」に押し返され、「シャドーボール」で敗北。

カムカメ（ムサシ）、ニョロボン（コジロウ）
声 - 三宅健太（ニョロボン）
技：みずでっぽう（両方）、かみつく、ずつき（カムカメ）
17話に登場。カムカメは13話でムサシたちが献上したのと同じ個体。ニョロボンはピカチュウに「みずでっぽう」を繰り出すも避けられ敗北。カムカメは小柄ながらもパワーがあり、相性が有利とはいえゴウのヒバニーを「みずでっぽう」一発でダウンさせたり、「ずつき」や「かみつく」の威力も相当なものでその実力はサトシも認めるほど。その後、偶然にもヒバニー出会い持ち前のパワーで追い詰めたが、進化したラビフットの「ひのこ」に敗れる。
なお、カムカメは58話でソーナンスが出した際に再登場しており、ナエトルとレースで勝負する。一人称は「俺」。途中でコータスやプロトーガなどカメポケモンの乱入もあったが、後にナエトルも含むカメポケモンがカメマスターのポケモンだったことが判明し、結局はカムカメの勝利となった。

エアームド（ムサシ）、クロバット（コジロウ）
声 - 三宅健太（エアームド）
技：エアカッター、エアスラッシュ（両方）
20話に登場。2体掛かりで追い詰めるもピカチュウの「アイアンテール」とラビフットの「ひのこ」のコンビネーションの前に敗れる。

コイキング（ムサシ）、ヤドキング（コジロウ）
26話のアバンタイトルに登場。退屈だったので出した。

ジバコイル（ムサシ）、アーマルド（コジロウ）
技：ちょうおんぱ（ジバコイル）、メタルクロー（アーマルド）
28話に登場。ジバコイルは「ちょうおんぱ」でピカチュウたちを苦しめアーマルドは持ち前の体重でメッソンを取り押さえるもメッソンの涙で泣いていたところ（2体とも紛らわしい位置に目があったため、最初ムサシたちは泣いていないと思っていた）を反撃され敗れる。

キバニア（ムサシ）、キングラー（コジロウ）
技：かみつく、とっしん（キバニア）、メタルクロー（キングラー）
31話に登場。ウォーター・フェスティバルのポケモンを奪うために使用。ナミのヒンバスがミロカロスに進化したためそれを欲しがったムサシがキバニアに「とっしん」を指示するも、ミロカロスの「まきつく」で投げ飛ばされ、そのままキングラーやムサシ達もろともミロカロスの攻撃で吹っ飛ばされた。

ペンドラー（ムサシ）、ドラピオン（コジロウ）
33話に登場。コロミのへラクロスを奪うために使用したものの、2体ともあまいミツに食いついたため、見せ場もないまま退場した。

ミミロル（ムサシ）、チラーミィ（コジロウ）
技：ピヨピヨパンチ、でんこうせっか、はたく（ミミロル）、スピードスター、おうふくビンタ、くすぐる（チラーミィ）
35話に登場。大量発生したピカチュウをゲットするために使用。2体ともかわいい見た目とは裏腹にものすごく強く、ピカチュウやラビフットを追い詰めるほど。

ニドリーノ（ムサシ）、ゴローン（コジロウ）
技：ベノムショック、どくばり（ニドリーノ）、ころがる、たいあたり（ゴローン）
38話に登場。ピカチュウをゲットするために使用。しかし、ピカチュウの「エレキネット」でゴローンの「たいあたり」を返されそのまま敗れる。

サイドン（ムサシ）、マッギョ（コジロウ）
技：つのドリル、ロックブラスト（サイドン）、みずでっぽう（マッギョ）
40話に登場。サンダーをゲットするために使用。2体ともじめんタイプなのででんき技は効かないものの、サイドンは「つのドリル」を外したり、マッギョは威力の低い「みずでっぽう」を繰り出すなどこれといった活躍はなかった。その後、一時的だがサトシ達と組んでレイドバトルしたり、ピカチュウをゲットするためにバトルするも結局は敗れる。

ダゲキ（ムサシ）、ナゲキ（コジロウ）
声 - 大悟（ダゲキ）、ノブ（ナゲキ）
技：ローキック、かわらわり（ダゲキ）、ともえなげ、あてみなげ（ナゲキ）
48話に登場。ルカリオとエースバーンからピカチュウを取り戻すために使用。腕同士が捕獲用のゴムで繋がったせいでまともに戦えないルカリオとエースバーンを追い詰めるも、逆にゴムの力を利用した戦法に敗れる。声は2体とも千鳥が担当。

モグリュー（ムサシ）、サンドパン（コジロウ）
技：ドリルライナー（両方）
52話に登場。ゴウのダグトリオと地中戦を繰り広げるも、「すなじごく」によって敗れる。

ポチエナ（ムサシ）、デルビル（コジロウ）
声 - 愛河里花子（ポチエナ）
技：あくび、こわいかお、シャドーボール（ポチエナ）、ひのこ（デルビル）
54話に登場。映画撮影の最中に俳優のインテレオンをゲットしようとしてそれを止めようとするサトシたちを妨害するために使用。ポチエナはメッソンの泣き虫な性質を逆手に取って「こわいかお」を繰り出して、メッソンを泣かせ、サトシやゴウのポケモンたちを戦意喪失させ、その隙に攻撃しようとするも、インテレオンの「ねらいうち」に敗れる。

ゴクリン（大量）
技：いえき
58話に登場。ペリッパーが遊びでガチャットに触ったため大量に出てしまった。粘着力が強く、一度くっついたら離れない。サトシやゴウはおろか他のポケモンたちまで巻き込んで巨大な球体になってしまったが、サトシとゴウが「いえき」を指示したことで解除された。

サルノリ（ムサシ）
59話に登場。元々はガチャットから出てきたポケモンだったが、離反の末にゴウの仲間となった。

タルップル（ムサシ）、バニプッチ（コジロウ）
69話に登場。おやつのように見せかけたため、ペリッパーがおやつを買いに行くきっかけとなった。

ジグザグマ（ムサシ）、ネイティ（コジロウ）
技：とっしん（ジグザグマ）、つつく（ネイティ）
70話に登場。ジグザグマはジグザグにしか進めず、ネイティの「つつく」もくすぐるくらいにしか感じないため、結局いずれもちゃんとしたバトルにならなかった。

ヨノワール（ムサシ）、ルナトーン（コジロウ）
技：シャドーボール（ヨノワール）、ムーンフォース（ルナトーン）
75話に登場。ダークライをゲットするために使用。ダークライの「あくのはどう」に敗北。

トロピウス（ムサシ）、ラフレシア（コジロウ）
技：ねむりごな（ラフレシア）
76話に登場。アローラゲットレースのポケモンを奪うために使用。ラフレシアは「ねむりごな」でピカチュウたちを眠らせ、トロピウスは房をサルノリに食べさせて戦意喪失させたが、最後はゼンリョク兄弟のジャラランガのZワザ「ブレイジングソウルビート」に敗れた。

ラランテス（ムサシ）、ハハコモリ（コジロウ）
技：リーフブレード、はなふぶき、ソーラービーム（ラランテス）、いとをはく（ハハコモリ）
94話に登場。タマムシジムにて使用。ラランテスはゴウのへラクロスと戦うも、「ソーラービーム」から庇ったカイロスの「シザークロス」を食らい敗北。ハハコモリは「いとをはく」でピカチュウを捕まえるも「アイアンテール」で脱出され、エリカのリーフィアとコハルのイーブイの「はっぱカッター」とピカチュウの「10まんボルト」で敗北。

ナマケロ（ムサシ）、ケッキング（コジロウ）
特性：なまけ
技：なまける
95話に登場。ニャースは「貯めたパワーを一気に発揮する」と説明したが、2匹とも「なまける」しか覚えていなかったので役に立たず、最後は勝手にボールの中へ戻った。

テブリム・イシヘンジン・サシカマス（ムサシ）、ギモー・バイウールー、ウッウ（コジロウ）
特性：うのミサイル（ウッウ）
技：ぶんまわす（テブリム）、ふみつけ（イシヘンジン）、ふいうち（ギモー）、たいあたり（バイウールー）
127話に登場。ロケット団のニャースとニャイキングの子分ニャース（ガラルの姿）二匹によって繰り出された。テブリム・イシヘンジン・ギモー・バイウールーの4体掛かりで襲撃し、ウッウはサシカマスを吐き出す戦法で妨害するも、サルノリによってサシカマスを飲み込まされたことで吐き出す戦法を封じられてしまう。そして、不意を突かれたところにテブリムはエースバーンの「かえんボール」を食らったイシヘンジンの下敷きになり、ギモーとバイウールーはインテレオンの「ねらいうち」を食らい、ウッウはサルノリにサシカマスを吐き出され敗北。その後、ロケット団は再びガチャットから出そうとするも、ニャイキングの小判が大すぎてガチャットに入らず、そのままエースバーンの「かえんボール」に吹っ飛ばされる。

マニューラ（ムサシ）、オニゴーリ（コジロウ）
プラネタリウム番組『オーロラからのメッセージ』に登場。

## 関連商品
- ロケット団よ永遠に（メディアファクトリー）
- サウンドピクチャーボックス ミュウツーの誕生（メディアファクトリー）
  - CD2枚組。DISC 1 "ラジオドラマ「ミュウツーの誕生」"に、ロケット団についてのエピソードがある。
- 白い明日だ!ロケット団（メディアファクトリー）
- 前向きロケット団!（メディアファクトリー）